# Bahnhof Treuenbrietzen

Der Bahnhof Treuenbrietzen ist der Bahnhof der Stadt Treuenbrietzen im Landkreis Potsdam-Mittelmark. An der Bahnstrecke Jüterbog–Nauen wurde er 1894 eröffnet. Seit 1904 endete mit der Brandenburgischen Städtebahn eine weitere Strecke in Treuenbrietzen. Im Zweiten Weltkrieg erlitt der Bahnhof große Schäden. Der Betrieb auf der Städtebahn wurde 1963 eingestellt, seitdem ist Treuenbrietzen nur noch ein einfacher Zwischenbahnhof. Das Empfangsgebäude, Güterschuppen und Pflasterstraße stehen unter Denkmalschutz.

## Lage
Der Bahnhof liegt etwa einen Kilometer südwestlich des Stadtkerns. Er befindet sich im Gebiet des Verkehrsverbundes Berlin-Brandenburg. Direkt gegenüber befindet sich der Baggersee. Die Station grenzt an die Bahnhofsstraße und an die Leipziger Straße. Bis zum in Richtung Norden gelegenen Bahnhof Buchholz (Zauche) sind es ungefähr zehn Kilometer, die nächste Station in Richtung Süden ist der zwei Kilometer entfernte Haltepunkt Treuenbrietzen Süd.

## Geschichte
Am 1. Dezember 1894 wurde der Bahnhof der Umgehungsbahn eröffnet. Bis zum 1. Oktober 1904 war dieser Endbahnhof, anschließend wurde er Durchgangsbahnhof. Der Bahnhof der Städtebahn ging am 25. März 1904 in Betrieb.

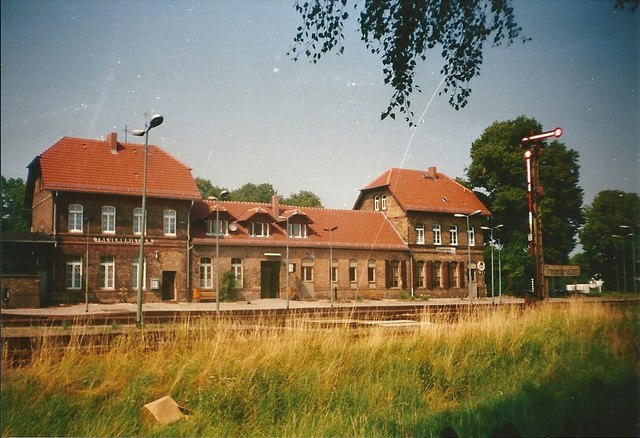
Bahnhof (1994)

Im Jahr 1914 gab es im Bahnhof eine Verpflegungsstation des Deutschen Roten Kreuzes für die an die Front reisenden Soldaten. Danach wurden die verwundeten Soldaten in die damals eben eröffnete Landesanstalt eingeliefert. Am 9. November 1918 erschien am Treuenbrietzener Bahnhof ein Soldatenrat, der auf dem Weg zum Truppenübungsplatz Altes Lager war, um Soldaten für die Revolution zu gewinnen. Nachdem sie damit keinen Erfolg hatten, kamen sie zurück und warteten auf dem Städtebahnhof auf ihre Weiterfahrt.
Im Zuge der Kriegsvorbereitungen wurde auch bei Treuenbrietzen Autobahnen und Munitionsfabriken gebaut. Davon profitierte auch die Eisenbahn im Personen- und Frachtverkehr. Mitte 1935 wurde ein Anhänger eines Busses von einer Lokomotive erfasst, wobei es Tote und Verletzte gab.
Im Krieg wurden Aufklärungsflugzeuge von einem im Bahnhof stehenden Munitionszug beschossen und am nächsten Tag kamen feindliche Flugzeuge – vermutlich 36 Stück in drei Staffeln – die den Bahnhof bombardierten. Die Gleisanlagen und der Ostkopf wurden vollständig zerstört, der Westkopf nur teilweise. Auch der Bahnhof der Städtebahn wurde in Mitleidenschaft gezogen.
Somit folgte im April 1945 die vorläufige Einstellung des Verkehrs. Der Reichsbahninspektor Wilhelm Waude erhielt am 7. Mai von der Sowjetarmee den Befehl, die Bahnanlagen wieder instand zu setzen. Eisenbahner sowie dienstverpflichtete Männer und Frauen waren am Wiederaufbau beteiligt. Die Strecke konnte bereits am 21. Mai wieder befahren werden. Seit dem 29. Juni funktionierten die Fernsprechverbindungen zu den Nachbarstationen wieder und am 27. August wurde der Bahnhof wiedereröffnet.

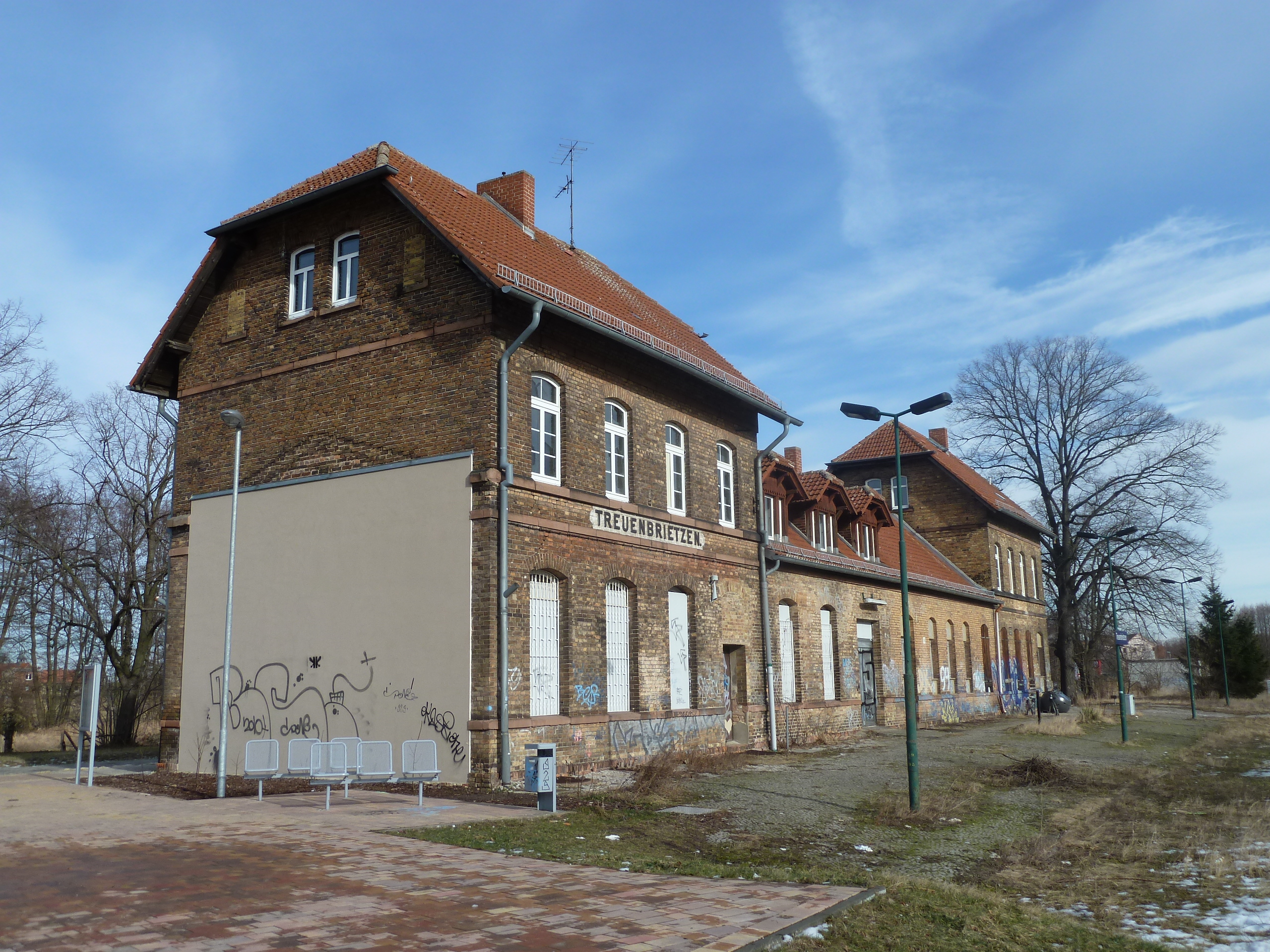
Empfangsgebäude vor der Sanierung im Jahr 2012.

Am 1. Oktober 1962 wurde der Städtebahnhof für den Reiseverkehr geschlossen, die endgültige Stilllegung erfolgte am 31. Januar 1963.
Beginnend im Jahr 2006 wurden die Bahnsteiganlagen umgebaut. Es entstanden zwei Bahnsteige, einer am Empfangsgebäude, der zweite etwa 400 Meter westlich. Das lange Zeit leerstehende Empfangsgebäude ist seit Ende 2010 in Privatbesitz und wird als Wohnhaus genutzt.

## Anlagen

### Bahnsteige und Gleise

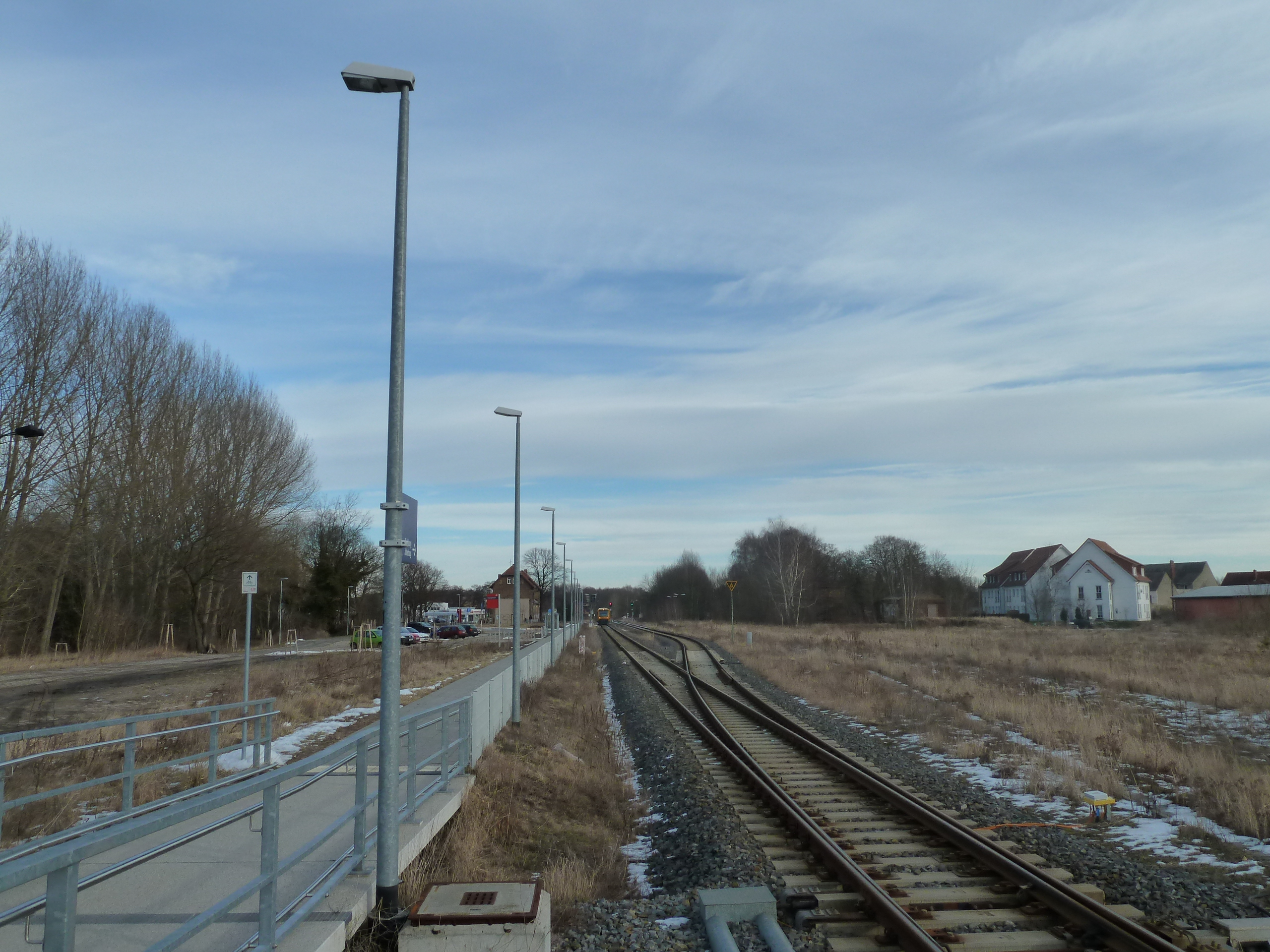
Blick vom hinteren Bahnsteig zum Empfangsgebäude mit Bahnsteig und Zug

Auf der Seite des Bahnhofsgebäudes liegen zwei Bahnsteige im Abstand von mehreren hundert Metern längs zueinander versetzt. Ein Umfahrungsmöglichkeit in Höhe des Empfangsgebäudes ermöglicht dabei Zugkreuzungen. Alle übrigen Gleisanlagen sind demontiert.

### Empfangsgebäude
Das Empfangsgebäude ist ein gelber zweigeschossiger Ziegelbau, der im Jahr 1894 errichtet wurde. Die Planungen stammten vom Technischen Bureau der Königlichen Eisenbahn-Direktion Erfurt. Eine Erweiterung folgte zwei Jahre später. Auftraggeber war diesmal die Königliche Eisenbahndirektion Halle. Die letzte Erweiterung fand 1913 durch das Königliche Eisenbahnbetriebsamt Luckenwalde statt.
Das Gebäude ist im Privatbesitz und wurde schrittweise saniert. Es wird als Wohnhaus genutzt, einzelne Wohnungen sind vermietet.

### Brandenburgische Städtebahn

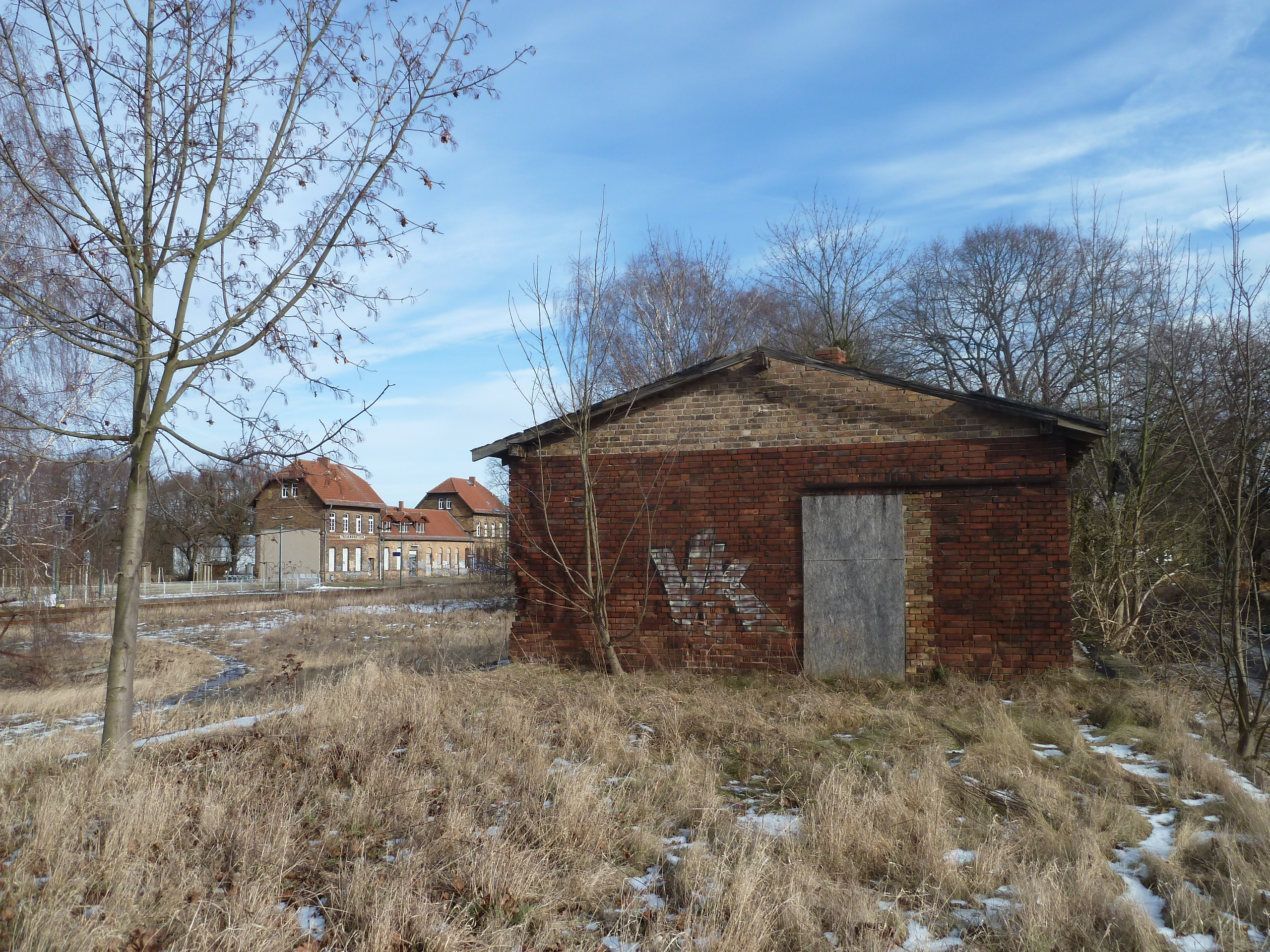
Ehemaliger Güterschuppen der Städtebahn

Die Anlagen der Städtebahn lagen auf der Südseite der Staatsbahngleise. Im östlichen Bahnhofskopf waren die Gleise beider Strecken verbunden. Das Empfangsgebäude der Städtebahn und ein Güterschuppen sind erhalten geblieben, stehen aber leer.

### Weitere Anlagen in der Bahnhofsstraße
Ein Güterschuppen, rechts vom Empfangsgebäude, ist ein Ziegelbau, der zwischen 1921 und 1930 erbaut wurde. Die Pflasterstraße wurde um 1894 angelegt.

## Anbindung
Am Bahnhof verkehrt eine Regionalbahnlinie, davor halten Busse der Linien 549, 582, 584 und 585.
| Linie                    | Linienverlauf | Takt (min) | EVU  |
| ------------------------ | --- | ---------- | ---- |
| RB 33                    | Potsdam Hbf – Potsdam Charlottenhof – Potsdam Pirschheide – Caputh-Geltow – Caputh-Schwielowsee – Ferch-Lienewitz – Beelitz Stadt – Elsholz – Buchholz (Zauche) – Treuenbrietzen – Treuenbrietzen Süd – Altes Lager – Jüterbog | 60         | ODEG |
| Stand: 15. Dezember 2024 | |            |      |